# Ludwig Imhoff (Mediziner)

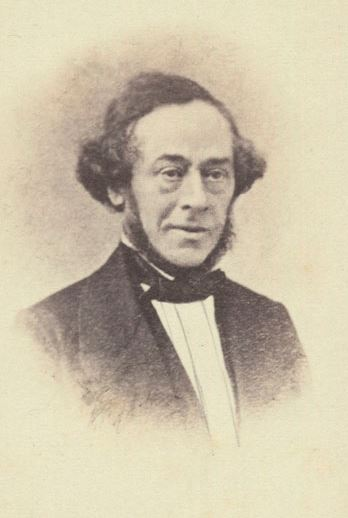
Porträt Ludwig Imhoff von Friedrich Hartmann

Ludwig Imhoff (* 22. Oktober 1801 in Basel; † 13. September 1868 ebenda) war ein Schweizer Arzt und Entomologe.

## Leben und Werk
Imhoff wuchs als Sohn des Kaufmanns Hieronymus Imhoff und seiner Frau Johanna geb. Wenk in Basel auf. Er besuchte die Lehr- und Erziehungsanstalt von Samuel Hopf in Basel, die nach den Erziehungsmethoden von Johann Heinrich Pestalozzi arbeitete. Anschließend besuchte er das Pädagogium in Basel. 1820 begann er auf Wunsch seines Vaters ein Jurastudium, das er jedoch abbrach und zum Studium der Medizin wechselte. Er studierte in Straßburg, Heidelberg, Halle und Berlin. Im Jahr 1826, nach Abschluss seines Studiums, kehrte er nach Basel zurück. Hier betätigte er sich als Arzt und Naturforscher. Er heiratete 1829 Maria Julia Auguste Heitz. Er habilitierte sich an der Universität Basel als Zoologe mit dem Schwerpunkt Entomologie. Ebenfalls ab 1826 begann er seine Arbeit an der entomologischen Sammlung des Naturhistorischen Museum Basel. Er erstellte auch eine Sammlung europäischer Insekten für das Museum of Comparative Zoology der Harvard University. Zudem war er der intime Freund und Ziehvater von Andreas Bischoff.
Imhoff war Mitglied mehrerer naturkundlicher Gesellschaften, so ab 1826 der Naturforschenden Gesellschaft des Kantons Basel und seit 1827 der schweizerischen naturhistorischen Gesellschaft. Seit 1859 war er Mitglied und 1868–1870 Präsident der Schweizerischen Entomologischen Gesellschaft. Hier betätigte sich besonders auf den Gebieten der Systematik der Hymenoptera und Coleoptera.